# Ашурков, Никита Егорович
Никита Егорович Ашурков (15 сентября 1919 год, д. Фокино, Курская губерния — 6 января 1995 год, там же) — Герой Советского Союза, участник Великой Отечественной войны.

## Довоенная биография
Никита Егорович Ашурков родился 15 сентября 1919 года в деревне Фокино Дмитриевского уезда Курской губернии.
Получил начальное образование, а уже в 1936 году начал работать рабочим фосфоритного завода.

## Участие вВОВ
В 1940 году Никиту Егоровича Ашуркова призвали в ряды РККА Дмитриевским райвоенкоматом Курской области. По распределению был направлен на Крайний Север.
В боях на Северном фронте (впоследствии, Карельском фронте) Великой Отечественной войны Никита Егорович Ашурков принимал участие с июня 1941 года. Сержант Никита Егорович Ашурков проявил отличие в октябре 1944 года, когда советские войска Карельского фронта в ходе Петсамо-Киркенесской операции разгромили 19-й горно-стрелковый корпус (20-я горная немецкая армия) и впоследствии очистили советское Заполярье от гитлеровцев.
11 октября 1944 года подразделения 155-го стрелкового полка, пройдя большой путь в глубоком тылу противника, вышли на дорогу Титовка — Петсамо. После небольшой подготовки эти подразделения 155-го стрелкового полка приступили к штурму сильно укреплённого узла гитлеровской обороны — высоты Придорожная. Перед наступавшей на главном направлении стрелковой ротой был выдвинут пулемётный расчёт, командиром которого был сержант Анатолий Фёдорович Бредов, а наводчиком — Никита Егорович Ашурков. Гитлеровцы, укрепившиеся на высоте Придорожная, оказали сильное сопротивление, много раз переходя в контратаки, но каждый раз их встречали очереди пулемёта под командованием Анатолия Бредова. Когда же гитлеровцы обнаружили местонахождение нашего пулемётного расчёта, они стали методично обстреливать наших пулемётчиков.
Направив непрекращающийся огонь на наших пулемётчиков, гитлеровцы стали их окружать, для того, чтобы взять в плен. Уже к этому времени остались в живых только Анатолий Бредов и Никита Ашурков. Когда закончились последние патроны для пулемёта, Анатолий Бредов и Никита Ашурков стали закидывать наступавшего врага гранатами. Когда гитлеровцы уже смыкали кольцо, Никита Егорович Ашурков поднялся во весь рост и со словами «Русские в плен не сдаются! Получайте, гады!» кинул гранату в наступавших нацистов. После этого Никита Ашурков и Анатолий Бредов, у всех на глазах обняв друг друга, последней гранатой подорвали себя вместе с пулемётом. Воодушевлённые этим подвигом, сослуживцы овладели высотой Придорожная.
Указом Президиума Верховного Совета СССР от 24 марта 1945 года по представлению командования сержантам А. Ф. Бредову (посмертно) и Н. Е. Ашуркову присвоено звание Героя Советского Союза.
Но всем бедам наперекор сержант Никита Егорович Ашурков не погиб: тяжело раненым сержант пять суток пролежал без сознания и на пятые сутки уже был подобран нашими санитарами, после чего получил заслуженные награды — орден Ленина и медаль «Золотая Звезда».

## Послевоенная биография
Пройдя длительное лечение в госпиталях Мурманска, Петрозаводска и Череповца, инвалид I-й группы Никита Егорович Ашурков был демобилизован и возвратился в родную деревню.
Никита Егорович Ашурков умер 6 января 1995 года.

## Память
При финансировании колхоза «Ленинская искра» (Дмитриевский район, Курская область) Герою Советского Союза Никите Егоровичу Ашуркову был построен хороший дом, на котором сейчас прикреплена мемориальная доска с надписью: «Здесь живёт семья Героя Советского Союза Н. Е. Ашуркова».

## Награды
- Медаль «Золотая Звезда»
- Орден Ленина
- Орден Отечественной войны 1-й степени
- медали